# Vasateatret
Vasateatret (svensk: Vasateatern eller Vasan) er en teaterbygning i det centrale Stockholm i Sverige på adressen Vasagatan 19-21.
Teatret blev designet af Frederick Reinhold Ekberg og indviet den 30. oktober 1886. Teaterkongen Albert Ranft drev teatret i årene 1895 til 1928. I årene 1931–35 blev det drevet af Gösta Ekman den ældre og Per Lindberg. I 1936 tog Martha Lundholm over og drev teatret indtil 1952. Per Gerhard og Karl Gerhard var teaterdirektører fra 1952. Efter Karl Gerhards død i 1964 fortsatte Per Gerhard at drive teatret alene indtil 1984, hvorefter Göran Lindgren og Sandrews overtog teatret.
I Per Gerhards og Karl Gerhards tid opnåede Vasatetret sine største succeser, drama afveksledes af farcer og komedier. De mange publikumssucceser opført på Vasateatret omfatter bl.a. Hvad ved mor om kærlighed (svensk: Vad vet mamma om kärlek), Kat på et varmt bliktag (svensk: Katt på hett plåttak), Mary Mary, Kaktusblomsten (svensk: Kaktusblomman), Charleys tante (svensk: Charleys Tant) og Den spanske flue (svensk: Spanska flugan).
Mange store svenske skuespillere har optrådt på Vasateatrets scene: Maj-Britt Nilsson, Börje Ahlstedt, Jarl Kulle, Inga Tidblad, Edvin Adolphson, Carl-Gustaf Lindstedt, Inga Gill, Hjørdis Petterson, Gunnar Björnstrand, Per Aabel, Siv Ericks og Stig Järrel for at nævne nogle få. Gösta Ekman den ældre siges at hjemsøge Vasateatret.